# Gerechtigkeitsausschuss
Der Gerechtigkeitsausschuss der Stadt Rostock war ein in den Jahren 1989 bis 1994 tätiges Gremium, das von der Stadtverordnetenversammlung Rostocks eingesetzt wurde, um Fälle politischen Unrechts in der DDR aufzuarbeiten.

## Geschichte

### Gründung und erste Phase
Die Forderung nach Gründung eines „Gerechtigkeitsausschusses“ war schon auf einer Dialogveranstaltung am 1. November 1989 durch Wolfgang Schnur erhoben und auf einer Demonstration vor dem Rathaus am 4. November 1989 durch Dietlind Glüer wiederholt worden. Eingesetzt wurde der Ausschuss noch durch die von der SED kontrollierte Stadtverordnetenversammlung am 6. November 1989 (also bereits wenige Tage vor dem Mauerfall). Er war damit von seinem Ursprung her zunächst ein Versuch der damaligen Machthaber, auf die revolutionäre Lage zu reagieren. Dieser „zeitweilige Gerechtigkeitsausschuß“ sollte aus Abgeordneten aller mandatstragenden Parteien und Organisationen gebildet werden und sich auf Vorschläge von weiteren Organisationen und Bürgerbewegungen ergänzen können.

Vor seiner offiziellen Konstituierung wurde der Ausschuss um je zwei Vertreter der Kirche und des Neuen Forums ergänzt. Auf der konstituierenden Sitzung am 21. November 1989 wurde Ulrike Oschwald zur Vorsitzenden und Pastor Arvid Schnauer zum stellvertretenden Vorsitzenden gewählt. Ursprünglich war Helmut Wassatsch als Vorsitzender von der Stadtverordnetenversammlung bestimmt worden, schied aber vor der Konstituierung aufgrund angeblicher Morddrohungen aus diesem Amt aus.

### Nach der freien Volkskammerwahl 1990
Nachdem Ulrike Oschwald Senatorin für Schule, Sport und Kultur der Stadt Rostock wurde, übernahm Arvid Schnauer von Mai 1990 bis zum Ende des Bestehens des Ausschusses den Vorsitz. Am 12. Juli 1990 konstituierte sich ein "Sonderausschuss zur Prüfung der Rechtmäßigkeit im Immobilienverkehr", der später im Gerechtigkeitsausschuss weitergeführt wurde. Am 30. Juli 1990 beschloss die Bürgerschaft die Weiterführung des Gerechtigkeitsausschusses als Ausschuss der Bürgerschaft.

### Nach der Wiedervereinigung
Nach der Wiedervereinigung erfolgte eine Neukonstituierung des Gerechtigkeitsausschusses durch die (nun freigewählte) Bürgerschaft. Bei einer Pressekonferenz am 7. Mai 1991 wurden als Schwerpunkte für seine Arbeit unter anderem die Rehabilitierung von aus politischen Motiven Verurteilten und von Seeleuten, denen das Seefahrtbuch entzogen worden war, sowie die Aufarbeitung von ungesetzlicher Enteignungen, Wahlfälschungen und Machtmissbrauch durch Funktionäre benannt. Dabei rückte auch „Neues Unrecht“ in den Fokus, indem beispielsweise das Verhalten der Staatsanwaltschaft gegenüber den Rehabilitierungsanträgen und Anzeigen des Ausschusses zu den Schwerpunkten der Arbeit trat. Im Zuge von Konflikten mit der Treuhandanstalt kam es Ende 1991 zu einer Aufforderung des Innenministeriums an den Oberbürgermeister die Auflösung des Gerechtigkeitsausschusses zu veranlassen. Die Bürgerschaft beschloss am 12. Februar 1992 jedoch die Fortführung der Arbeit des Gerechtigkeitsausschusses.

Der Gerechtigkeitsausschuss arbeitete bis 1994, als er seine Arbeit einstellten musste, weil die neue Kommunalverfassung einen Ausschuss mit dieser Aufgabenstellung nicht mehr vorsah.

## Mitglieder des Gerechtigkeitsausschusses
Laut dem urtümlichen Beschluss auf der Sondersitzung der Stadtverordnetenversammlung am 6. November sollte dem Gerechtigkeitsausschuss folgende Personen angehören:
- Helmut Wassatsch (vorgesehener Vorsitzender; wurde schließlich doch kein Mitglied)
- Heidemarie Bössow
- Manfred Buck
- Heidrun Lorenzen
- Ulrike Oschwald
- Arnulf Tiffert
- Kerstin Trinks
- Margot Fähndrich
- Reiner Janoschek

Noch vor der Konstituierung wurde er durch vier Vertreter der Zivilgesellschaft ergänzt:
- Christine Lucyga (Neues Forum)
- Klaus Kilimann (Neues Forum)
- Lothar Jentsch (evangelische Kirche)
- Arvid Schnauer (evangelische Kirche)

Verschiedene Mitglieder wurden in der Folge durch neue Vertreter ersetzt. Im Laufe des Bestehens des Ausschusses hatte dieser insgesamt 40, teilweise nur kurzzeitige, Mitglieder.

## Trivia
- Für seine Wirkung im Gerechtigkeitsausschuss wurde Arvid Schnauer 2022 mit dem Bundesverdienstkreuz am Bande ausgezeichnet.[5]
- Auch in der Stadt Stralsund gab es kurzzeitig einen, im November 1989 konstituierten, "Unabhängigen Gerechtigkeitsausschuss". Auf Rügen gab es eine "Kommission für Recht und Gerechtigkeit des Kreistages". Diese (und ähnliche Gremien der Wendezeit in anderen Orten Mecklenburg-Vorpommerns) hatten allerdings im Vergleich zum Rostocker Gerechtigkeitsausschuss nur eine recht kurze Dauer ihres Bestehens.